# Deltaretrovirus

Schemazeichnung eines Virions der Gattung Deltaretrovirus in verschiedenen Stadien

Genomkarte der Gattung Deltaretrovirus

Die Deltaretroviren sind eine Gattung innerhalb der Familie der Retroviren. Zu ihnen gehören beispielsweise das Bovine Leukämie-Virus sowie die Primaten-Viren wie die humanpathogenen HTLV-1 und HTLV-2. Nahe Verwandte von HTLV-1 und -2 sind die simianen (Affen)-Viren, STLV-1 und STLV-2. Die Deltaretroviren werden von Tier zu Tier weitergegeben und verursachen T- oder B-Zell-Leukämien. Von den Deltaretroviren sind keine endogenen Retrovirus-Varianten bekannt.
Den Deltaretroviren wurden 1998 aufgrund phylogenetischer Verwandtschaft der Rang einer Gattung zugeordnet. Sie besitzen die akzessorischen Gene tax und rex, die einander überlappen.

## Systematik
Die Gattung (Genus) Deltavirus besteht gemäß ICTV mit Stand November 2018 aus den folgenden Arten (Spezies) bzw. Unterarten (Subspezies), die Virusnamen sind dem 9. Report des ICTV (2011) entnommen:
- Genus Deltaretrovirus

- Spezies Bovines Leukämie-Virus (en. Bovine leukemia virus, BLV)
- Spezies Primaten-T-lymphotrophes Virus 1 (en. Primate T-lymphotropic virus 1)

- Humanes T-lymphotropes Virus 1 (englisch Human T-lymphotropic virus 1, Human T-cell leukemia-lymphoma virus, HTLV-1, Erstbeschreibung 1979/1980)
- Simianes T-lymphotropes Virus 1 (englisch Simian T-lymphotropic virus 1, STLV-1)

- Spezies Primaten-T-lymphotrophes Virus 2 (en. Primate T-lymphotropic virus 2)

- Humanes T-lymphotropes Virus 2 (HTLV-2, Erstbeschreibung 1982)
- Simianes T-lymphotropes Virus 2 (STLV-2)

- Spezies Primaten-T-lymphotrophes Virus 3 (en. Primate T-lymphotropic virus 3)

- Humanes T-lymphotropes Virus 3 (HTLV-3, Erstbeschreibung 2005)
- Simianes T-lymphotropes Virus 3 (STLV-3)

- Bis dato keiner Spezies zugeordnete Viren:

- Humanes T-lymphotropes Virus 4 (HTLV-4, Erstbeschreibung 2005, identisch mit Simianem T-lymphotropen Virus 4, STLV-4)
- Simianes T-lymphotropes Virus 5 (STLV-5, Erstbeschreibung 2009)

Anmerkungen:
- HTLV-3, HTLV-III, sowie LAV oder ARV sind frühere Bezeichnungen von HIV-1 (Gattung Lentivirus, Krankheit AIDS) seit der Erstbeschreibung 1983 bis zur Festlegung der neuen Bezeichnung durch das ICTV 1986. Seit 2005 bezeichnet HTLV-3 ein Virus der Spezies Primate T-lymphotropic virus 3 der hier betrachteten Gattung Deltaretrovirus.
- HTLV-4, HTLV-IV, sowie LAV-2 sind Bezeichnungen, die kurzzeitig für das 1986 entdeckte HIV-2 (ebenfalls Gattung Lentivirus, Krankheit AIDS) gebräuchlich waren.[7] Seit 2005 bezeichnet HTLV-4 ebenfalls ein (bis 2018 noch keiner Spezies zugewiesenes) Virus der hier betrachteten Gattung Deltaretrovirus.